# Retrospective EP 2: Sunshine
Retrospective EP 2: Sunshine es un EP de la banda británica Keane, publicado el 28 de junio de 2010 poco después del lanzamiento de Night Train. El EP se basa en las canciones que la banda grabó durante la década de 2000 con el productor James Sanger en Francia. Incluye un demo de "The Happy Soldier" , tema que se había filtrado anteriormente por internet y el demo de "Maps", versión nunca antes escuchada.

## Lista de canciones
1. "Sunshine" (Demo)
2. "Sunshine" (live at Glastonbury June 2005)
3. "This Is the Last Time" (Demo)
4. "This Is the Last Time" (Demo)
5. "Maps" (demo, leaked final version of this song is available on the Internet)
6. "Walnut Tree" (demo, final version appears as b-side for "Somewhere Only We Know")
7. "The Happy Soldier" (demo; rara, solo pocos la tienen).